# Volcà Taal
El Taal és un volcà actiu situat a la costa oest de l'illa de Luzon, a les Filipines. Està situat entre les poblacions de Talisay i San Nicolás a Batangas. Consisteix en una illa situada dins el llac Taal. El llac omple parcialment la caldera Taal, que es va formar per erupcions prehistòriques entre 140.000 i 5.380 BP. Es troba a uns 50 quilòmetres de la capital, Manila.
El volcà ha entrat en erupció 34 vegades des de 1572, causant victimes en les àrees poblades que envoltaven el llac (1.300 morts el 1911; 200 morts el 1965).
El període recent més actiu del volcà es va donar entre 1965 i 1977. Va estar caracteritzat per la interacció del magma amb l'aigua del llac, el que va produir violentes erupcions freàtiques. Els dipòsits d'aquella erupció estaven compostos per tefra amb un alt contingut en sulfurs.
Degut a la seva proximitat a les àrees poblades i a la història eruptiva, el volcà s'ha assenyalat digne de l'estudi per prevenir els desastres naturals futurs i ha estat inclòs al Decade Volcanoes.
El 12 de gener del 2020 es va produir una erupció sobtada que va obligar a evacuar més de 16.700 persones.